# Pledis Entertainment
Pledis Entertainment (Hangul: 플레디스 엔터테인먼트) là một công ty giải trí của Hàn Quốc được thành lập bởi Han Sung-soo vào năm 2007. Nghệ sĩ hiện tại bao gồm nữ diễn viên Nana, nhóm nhạc nam Seventeen và nhóm nhạc nữ Fromis 9. Tên của công ty bắt nguồn từ pleiades, một cụm sao trong chòm sao Kim Ngưu.

## Lịch sử

### 2007–2012: Thành lập
Pledis Entertainment được thành lập vào năm 2007. Son Dam-bi là nghệ sĩ đầu tiên mà Pledis ra mắt và được các hãng truyền thông gọi là "Rain phiên bản nữ". Trong giai đoạn đầu thành lập, công ty vẫn chưa có trụ sở và chỉ có phòng tập vũ đạo. Tháng 1 năm 2009, Pledis ra mắt nhóm nhạc nữ đầu tiên của công ty là After School. Một nhóm nhỏ của After School là Orange Caramel được thành lập vào năm 2010, bao gồm các thành viên Nana, Lizzy và Raina.
Tháng 12 năm 2010, Pledis phát hành Happy Pledis 1st Album với sự tham gia của After School, bao gồm các bài hát "Love Love Love" và "Someone Is You". Happy Pledis là chuỗi album được phát hành hàng năm với sự tham gia của các nghệ sĩ đến từ Pledis, số tiền thu được từ dự án sẽ được dùng làm từ thiện. Số tiền thu được từ album đầu tiên được quyên góp cho Save the Children.
Tháng 7 năm 2011, hai nhóm nhỏ khác của After School được thành lập là A.S. Red và A.S. Blue. Happy Pledis 2nd Album với sự tham gia của Son Dam-bi, After School, Pledis Boys và Yoo Ara được phát hành vào tháng 12 với số tiền thu được sẽ được quyên góp cho UNICEF.

### 2012–2020: Liên doanh
Tháng 3 năm 2012, Pledis ra mắt nhóm nhạc nam đầu tiên của công ty là NU'EST. Tháng 5 năm 2012, công ty hình thành mối quan hệ liên doanh với Fantagio và ra mắt nhóm nhạc nữ 6 thành viên là Hello Venus.
Tháng 6 năm 2012, Kahi "tốt nghiệp" After School và tiếp tục sự nghiệp solo với Pledis.
Ngày 11 tháng 11 năm 2013, Pledis Entertainment và công ty Yuehua Entertainment của Trung Quốc tổ chức buổi họp báo mang tên Yuehua Entertainment X Pledis tại Beijing Banquet Hall, đánh dấu sự khởi đầu của mối quan hệ hợp tác mà theo đó, nhóm nhỏ NU'EST-M sẽ được thành lập với việc bổ sung thành viên người Trung Quốc là Jason Fulong Fei, thường được gọi là JA. Nhóm nhạc 6 thành viên lần đầu tiên biểu diễn tại sự kiện báo chí.
Ngày 21 tháng 7 năm 2014, mối quan hệ hợp tác giữa Pledis và Fantagio kết thúc. Hai thành viên trực thuộc Pledis là Yoo Ara và Yoonjo rời Hello Venus, trong khi 4 thành viên trực thuộc Fantagio tiếp tục hoạt động nhóm với tư cách là Hello Venus.
Tháng 12 năm 2014, Jooyeon tốt nghiệp After School sau khi hết hạn hợp đồng. Cùng tháng, Kahi thông báo rời công ty.
Nhóm nhạc nam Seventeen bao gồm 13 thành viên ra mắt vào tháng 5 năm 2015 sau khi được công ty đào tạo xuyên suốt nhiều năm. Tháng 6 năm 2015, Son Dam-bi rời công ty sau 10 năm.
Tháng 3 năm 2016, Pledis thành lập dự án Pledis Girlz. Trong đó có một số thành viên bao gồm Nayoung, Roa, Yuha, Eunwoo, Rena, Kyulkyung và Xiyeon cùng nhau cạnh tranh trong chương trình sống còn Produce 101 và kết thúc chương trình với 2 thành viên là Nayoung và Kyulkyung ra mắt trong nhóm nhạc nữ dự án I.O.I. Trước khi ra mắt, Pledis Girlz tổ chức các buổi hòa nhạc với các thành viên biểu diễn hàng tuần kể từ tháng 5 năm 2016 đến tháng 1 năm 2017 và phát hành đĩa đơn trước khi ra mắt mang tên "WE", ngoại trừ Nayoung và Kyulkyung, những thành viên vẫn đang quảng bá cùng I.O.I vào thời điểm đó. Tháng 1 năm 2017, Pledis Girlz kết thúc các buổi hòa nhạc hàng tuần của họ với thông báo chính thức về tên nhóm là Pristin sau khi Nayoung và Kyulkyung kết thúc các hoạt động của họ với I.O.I trong cùng tháng. Pristin chính thức ra mắt với tư cách là một nhóm nhạc nữ bao gồm 10 thành viên vào tháng 3 năm 2017.
Ngày 31 tháng 5 năm 2017, UEE tốt nghiệp After School sau khi hết hạn hợp đồng.
Tháng 5 năm 2018, Lizzy tốt nghiệp After School sau khi hết hạn hợp đồng, nhưng vẫn là thành viên của Orange Caramel.
Tháng 6 năm 2018, công ty xác nhận rằng thành viên Kaeun của After School và thực tập sinh Huh Yunjin của công ty sẽ tham gia chương trình sống còn Produce 48. Cuối chương trình, Kaeun đứng ở vị trí số 14 trong vòng chung kết và Yunjin đứng ở vị trí số 26. Cả hai đều không lọt vào đội hình cuối cùng của nhóm chiến thắng là Iz*One.
Ngày 24 tháng 5 năm 2019, Pristin chính thức tan rã. Pledis thông báo Kyulkyung, Yehana và Sungyeon sẽ ở lại công ty, trong khi 7 thành viên còn lại (Xiyeon, Rena, Roa, Kyla, Nayoung, Yuha và Eunwoo) sẽ rời đi.
Ngày 6 tháng 7 năm 2019, Kaeun tốt nghiệp After School sau khi hết hạn hợp đồng.
Ngày 20 tháng 12 năm 2019, Han Dong Geun rời Pledis.
Ngày 27 tháng 12 năm 2019, Raina tốt nghiệp After School sau khi hết hạn hợp đồng.
Ngày 16 tháng 1 năm 2020, E-Young của After School thông báo rời Pledis sau khi hết hạn hợp đồng.

### 2020–nay: Phát triển
Ngày 25 tháng 5 năm 2020, Hybe Corporation (trước đây là Big Hit Entertainment) trở thành cổ đông lớn nhất của Pledis Entertainment. Đồng thời thông báo Pledis Entertainment sẽ nhận được sự hỗ trợ tài chính và chuyên môn từ Hybe Labels trong khi Pledis vẫn hoạt động như một công ty độc lập. Ngày 18 tháng 10 năm 2020, Fair Trade Commission chính thức chấp thuận việc Hybe Corporation mua lại Pledis Entertainment.
Ngày 22 tháng 3 năm 2021, Pledis Entertainment cũng như các công ty con khác trực thuộc Hybe Labels chuyển đến trụ sở mới tại Yongsan Trade Center ở quận Yongsan, trụ sở mới của Hybe Corporation. Ngày 31 tháng 3 năm 2021, trang web chính thức của Pledis Entertainment thay đổi địa chỉ trước đó của công ty thành tòa nhà mới ở Yongsan, Seoul.
Ngày 19 tháng 7 năm 2021, tất cả 13 thành viên của Seventeen đều gia hạn hợp đồng với Pledis Entertainment.
Ngày 16 tháng 8 năm 2021, có thông báo rằng nhóm nhạc nữ Fromis 9 sẽ được tiếp quản bởi Pledis Entertainment và nhóm sẽ rời khỏi Off The Record sau khi phát hành album đĩa đơn 9 Way Ticket vào tháng 5 năm 2021.
Tháng 12 năm 2021, Nana tái ký hợp đồng với Pledis Entertainment. Đây là lần gia hạn hợp đồng thứ ba của cô với công ty trong vòng 12 năm kể từ khi cô ra mắt vào năm 2009.
Ngày 28 tháng 2 năm 2022, có thông báo rằng hợp đồng độc quyền của NU'EST với Pledis Entertainment sẽ kết thúc vào ngày 14 tháng 3 năm 2022. Đồng thời thông báo thành viên Aron, JR và Ren sẽ rời công ty sau khi hợp đồng kết thúc, trong khi Baekho và Minhyun chọn gia hạn. Với tin tức sắp hết hạn hợp đồng, các thành viên của NU'EST xác nhận nhóm tan rã thông qua những bức thư viết tay gửi đến người hâm mộ về quyết định lựa chọn đi theo con đường riêng của họ.

## Nghệ sĩ
Tất cả các nghệ sĩ trực thuộc Pledis Entertainment được biết đến với tên gọi chung là Happy Pledis.

### Nhóm nhạc
- After School (ngưng hoạt động)
- NU'EST (2012-2022)
- Seventeen
- PRISTIN(2016-2019)
- Fromis 9 (bước ra từ Idol School)
- TWS

### Nhóm nhỏ
- Orange Caramel
- BSS (BooSeokSoon)
- JxW ( Jeonghan x Wonwoo )
- HxW (Hoshi x Woozi)

### Solo
- Bumzu
- Baekho
- Minhyun

### Nhà sản xuất
- Bumzu
- Baekho
- Woozi
- Shannon

### Diễn viên
- Nana

## Cựu nghệ sĩ
- After School
  - Soyoung (2009)
  - Bekah (2009–2011)
  - Jooyeon[39] (2009–2014)
  - Kahi (2009–2015)
  - Jung Ah[40] (2009–2016)
  - Uee (2009–2017)
  - Lizzy (2010–2018)
  - Kaeun (2012–2019)
  - Raina (2009–2019)
  - E-Young (2011–2020)
- Hello Venus (2012–2014, liên doanh với Fantagio)
  - Ara (2011–2014)
  - Yoonjo (2012–2014)
- Son Dam-bi[16] (2007–2015)
- NU'EST
  - NU'EST-M (2013–2014)
    - Jason (2013–2014)

  - NU'EST W (2017–2018)
    - JR (2012–2022)
    - Aron (2012–2022)
    - Ren (2012–2022)

  - NU'EST W (2017–2018)
- Pristin (2016–2019)
  - Pristin V (2018–2019)
    - Nayoung (2016–2019)
    - Roa (2016–2019)
    - Eunwoo (2016–2019)
    - Rena (2016–2019)
    - Kyulkyung (2016–2019)[41][42]

  - Yuha (2016–2019)
  - Xiyeon (2016–2019)
  - Kyla (2016–2019)
- Han Dong-geun (2013–2019)
- Fromis 9
  - Jang Gyu-ri (2018–2022)
  - Lee Sae-rom (2018–2025)
  - Roh Ji-sun (2018–2025)
  - Lee Seo-yeon (2018–2025)